# Несин, Виталий Леонидович
Вита́лий Леони́дович Не́син (укр. Віталій Леонідович Несін; 23 февраля 1984, Каховка, Херсонская область — 22 декабря 2004, Новая Каховка, Херсонская область) — украинский футболист, нападающий.
Воспитанник каховского футбола, занимался в днепропетровском УФК. Профессиональную карьеру начал в днепропетровском «Днепре». В 2002 году играл на правах аренды в киевском «Динамо». Считался одним из самых перспективных футболистов Украины. Стал одним из лучших игроков на турнире памяти Валентина Гранаткина. Выступал за юношескую и молодёжную сборную Украины. В 2003 году выступал на правах аренды в «Борисфене». После находился на просмотре в российских клубах «Динамо» и «Ростов». В 2004 году стал игроком полтавской «Ворсклы-Нефтегаз». 22 декабря скончался в больнице в Новой Каховка, после того как попал в автомобильную аварию.

## Карьера

### Ранние годы
В шесть лет родители отвели его в детско-юношескую спортивную школу из родной Каховки. Первый тренер — В. Г. Воронин. После занимался у тренера С. В. Корольского, под руководством которого достиг первых успехов в детско-юношеском футболе. Он участвовал в областных соревнованиях, соревнования на приз клуба «Кожаный мяч». После окончания седьмого класса ООШ № 3, Виталий продолжил обучения в днепропетровском Училище физической культуры, тренировал там Валентин Нападенский. Также вместе с ним занимался Евгений Ширяев.

### Клубная карьера

#### «Днепр» и «Динамо»
В июне 2001 года начал выступать в «Днепре-2» и «Днепре-3», в Первой и Второй лиге Украины. При тренере Николае Федоренко он начал попадать в заявку на матчи Высшей лиге. После «Днепр» возглавил Евгений Кучеревский и сделал ставку на опытных футболистов. Виталий общего языка с Кучеревским не нашёл. Тем не менее при Кучеревском Несин дебютировал в Высшей лиге 8 апреля 2002 года в матче против киевского «Арсенала» (0:1), Виталий вышел на 46 минуте вместо Сергея Косилова. В сезоне 2001/02 вместе с «Днепром» дошёл до полуфинала Кубка Украины, где клуб проиграл донецкому «Шахтёру» (2:1). Несин считался одним из самых перспективных футболистов Украины. Всего за «Днепр» в Кубке Несин провёл 3 матча, причём во всех поединках он играл по одному тайму.
Так как в «Днепре» у него не сложились отношения с Кучеревским, он был отдан в аренду гранду украинского футбола киевскому «Динамо» в июне 2002 года, причём по приглашению самого Валерия Лобановского. Но в мае 2002 года Лобановский умер. После отъезда в «Динамо» Кучеревский сказал — «У парня крыша потекла от авансов, выданных в раннем возрасте». Главный директор «Днепра» Андрей Стеценко, заявил что «Динамо» предлагало обменять Несина на Олега Венглинского. Также у Несина было предложения от донецкого «Шахтёра», где работал Николай Федоренко, знакомый Виталию по «Днепру». Виталий попал в заявку Алексея Михайличенко на квалификацию Лиге чемпионов, но в турнире не сыграл. В основе «Динамо» ему закрепиться не удалось, поэтому Несин выступал за «Динамо-2» в Первой лиге, где провёл 9 матчей. Причём во всех встречах он выходил на замену. Зимой 2003 года вернулся в «Днепр», где снова выступал за «Днепр-2». Причиной игры во второй команде стала неудовлетворительная спортивная форма.

#### «Борисфен» и «Ворскла»
Летом 2003 года был отдан в полугодичную аренду новичку Высшей лиги бориспольскому «Борисфену», также вместе с ним в клуб отправились другие партнёры по «Днепру» — Олег Карамушка и Юрий Слабышев. В команде дебютировал 17 июля 2003 года в матче против запорожского «Металлурга» (1:0), Несин начал матч в основе, но на 68 минуте он был заменён на Юрия Слабышева. За полгода в «Борисфене» в Высшей лиге он сыграл 10 матчей, причём не в одном поединке он не сыграл полные 90 минут. Также провёл 1 матч за «Борисфен-2» во Второй лиге Украины против тернопольской «Нивы» (3:0), Несин вышел во втором тайме вместо Максима Стадника. В декабре 2003 года Виталий отправился на просмотр в московское «Динамо», где тренером тогда был Ярослав Гржебик. После одного из тренировочных матчей против турецкого «Ризеспора» (0:2 — в пользу турок), главный тренер Ярослав Гржебик отметил игру Виталия Несина:
Украинский нападающий Несин — скоростной игрок, умеющий выполнять на поле большой объём работы. В матче с турками он запомнился своими нестандартными, оригинальными решениямиЯрослав Гржебик
В феврале 2004 года полетел вместе с «Динамо» на сбор в Германии. В марте 2004 года было сообщено что «Динамо» не приобретёт Несина из-за недоговорённости с «Днепром» о сумме трансфера. Летом 2004 года провёл 2 игры и забил 2 гола в любительском чемпионате Украины за КЗЭСО из Каховки. В июне 2004 года Несин побывал на просмотре в российском «Ростове».
30 июля 2004 года Несин подписал контракт с полтавской «Ворсклой-Нефтегаз», где тренером был Владимир Мунтян. 6 августа его было официально представлено в конференц-зале клуба, Несин взял себе 39 номер, также было сообщено что Виталий подписал двухлетний контракт. В команде дебютировал 1 августа 2004 года в выездном матче против криворожского «Кривбасса» (1:0), Несин отыграл весь поединок. В «Ворскле» Виталий Несин стал основным игроком, хотя в команде так и не отличился забитым голом. Он сыграл в первой половине сезона 2004/05 полные 11 матчей в Высшей лиге и 2 матча в Кубке Украины. Хотя и Несин был основным игроком, главный тренер Владимир Мунтян остался недоволен его игрой.
По прежнему никак не может найти себя Несин — футболист, много забивавший в юношеском футболе. По своей работоспособности, по скоростным качествам — он один из лучших в команде, но форвард ведь должен ещё и забивать голы.Владимир Мунтян

### Карьера в сборной
Выступал за юношескую и молодёжную сборную Украины. В 2002 году на турнире памяти Валентина Гранаткина в Санкт-Петербурге, Несин стал самым полезным игроком, также он играл в качестве капитана. Украина завоевала бронзовые медали, в матче за 3-е место Украина обыграла Беларусь (0:1). Несин мог поехать на молодёжный чемпионат мира 2005 в Катаре.

## Достижения
- Бронзовый призёр Первой лиги Украины (1): 2002/03

## Смерть
21 декабря 2004 года Виталий попал в автомобильную катастрофу. Несин ехал в машине своего друга на заднем сиденье в гости к матери, которой уже купил торт. Рядом находились супруга и ребёнок друга Несина, они погибли на месте аварии. Виталия доставили в коматозном состоянии в районную больницу города Новая Каховка. Несин потерял много крови, врачи сутки боролись за его жизнь. На следующий день 22 декабря он умер, не приходя в сознание. Его похороны состоялись в Новой Каховке.
В минувшем году мы пережили трагедию, в автокатастрофе потеряли Виталия Несина, память которого хотелось бы почтить минутой молчания. Пусть он не так хорошо сыграл в первом круге, как мог бы, но я убежден, что этот футболист обладал очень большим потенциалом, который, увы, так и не сумел раскрыть. А ведь Виталика вызывали на сбор молодёжной сборной Украины, которая в январе планирует принять участие в турнире в Катаре.Владимир Мунтян

## Память
Был установлен памятник Виталию Несину, в каховской детско-юношеской спортивной школе есть мемориальная доска памяти Виталия Несина. Каждый год проходит традиционный детско-юношеский турнир по мини-футболу «Мемориал памяти воспитанника Каховской ДЮСШ футболиста Виталия Несина». Зимой 2017 года на турнире играли футболисты 2005—2006 года рождения.

## Личная жизнь
Его родители — Леонид Иванович Несин и Надежда Ярославовна Несина. Незадолго до смерти Виталий собирался жениться на девушке Яне, сестре погибшего вратаря Сергея Перхуна. Несин познакомился с Яной в Ялте, где проводил сборы со второй командой «Днепра». Яна утверждала, что после гибели Виталия неоднократно видела его во снах.
Виталий часто ездил в детские дома, покупая различные подарки.

## Статистика
| Сезон   | Клуб                   | Лига                           | Чемпионат | Чемпионат | Кубок | Кубок |
| Сезон   | Клуб                   | Лига                           | Игры      | Голы      | Игры  | Голы  |
| ------- | ---------------------- | ------------------------------ | --------- | --------- | ----- | ----- |
| 2000/01 | Днепр-3                | Вторая лига Украины            | 1         | 0         | —     | —     |
| 2000/01 | Днепр-2                | Первая лига Украины            | 1         | 0         | —     | —     |
| 2001/02 | Днепр-3                | Вторая лига Украины            | 13        | 0         | —     | —     |
| 2001/02 | Днепр-2                | Первая лига Украины            | 12        | 0         | —     | —     |
| 2001/02 | Днепр (Днепропетровск) | Высшая лига Украины            | 3         | 0         | 3     | 0     |
| 2002/03 | Динамо-2 (Киев)        | Первая лига Украины            | 9         | 0         | —     | —     |
| 2002/03 | Днепр-2                | Первая лига Украины            | 10        | 1         | —     | —     |
| 2003/04 | Борисфен-2             | Вторая лига Украины            | 1         | 0         | —     | —     |
| 2003/04 | Борисфен               | Высшая лига Украины            | 11        | 0         | 3     | 0     |
| 2003/04 | КЗЭСО                  | Любительский чемпионат Украины | 2         | 2         | —     | —     |
| 2004/05 | Ворскла-Нефтегаз       | Высшая лига Украины            | 11        | 0         | 2     | 0     |